# Ali Nasir Muhammad
Ali Nasir Muhammad (in arabo  علي ناصر محمد الحسني‎?) (Mudiyah, 31 dicembre 1939) è un politico yemenita.

## Biografia

### Carriera politica
Fu Presidente della Repubblica Democratica Popolare dello Yemen 2 volte: la prima dal 26 giugno 1978 al 27 dicembre 1978 e la seconda dal 21 aprile 1980, al 24 gennaio 1986, quando venne deposto al termine della guerra civile dello Yemen del Sud, e fuggì così nello Yemen del Nord. A lui succedette Haydar Abu Bakr al-Attas.
Durante la carriera politica egli fu membro del Fronte di Liberazione Nazionale così come del Partito Socialista Yemenita.